# Углеродовский
Углеродовский — посёлок городского типа в Красносулинском районе Ростовской области России.
Административный центр Углеродовского городского поселения.

## География
Расположен в 10 км к северо-востоку от города Гуково.

## История
Первые горные выработки на территории Красносулинского района Ростовской области проводились при царе Николае II. Следы этих разработок находятся в лесопосадке у ст. Лихая. Шахт в округе было несколько, названий их или не было или старожилы не помнили. В памяти у людей остались их номера: 1, 2, 9, 17, 22.
Шахты строились под руководством инженера Усимнова. В посёлке в то время были построены 2 шахты. Шахта № 1 в восточной части посёлка, хозяин — промышленник Покачалов, затем построили шахту № 2, которая находилась в центре посёлка. Уголь гужевым транспортом доставляли на железную дорогу. Для освещения шахты использовались лампы — шахтёрки, заправленные мазутом, на них была надпись: «Бог в помощь». С началом первой мировой войны добычу угля прекратили, а шахты забросили. В 1926 году начались работы по восстановлению шахты № 2, так как она имела большие запасы угля. В 1927 году шахта начала добычу угля. В этот же год селение у шахты получило статус посёлка и название Углерод. Шахту позднее также переименовали в шахту «Углерод». К концу 1927 года выработка достигла до 40 тонн угля в сутки. Началось строительство железнодорожной станции Замчалово.
Развивалась инфраструктура нового посёлка. В 1930 году в посёлке построили баню, магазины, столовую, клуб с передвижкой, новые жилые казармы, открыли школу.
В 1931 году было построено здание комбината, здравпункт и библиотека. В 1932 году построено здание семилетней школы.
В 1935 году были построены здания пожарной и горноспасательной частей.
Перед немецкой оккупацией, в 1942 году была взорвана шахта «Углерод». После освобождения посёлка в 1943 году началось восстановление шахты. В 1946 шахту восстановили, шахтёры добыли первые тонны угля. Работали в то время в тяжёлых условиях по 8 −12 часов в сутки старики, женщины, дети с 14 лет. Дети катали вагонетки, гружённые углём и породой.
После войны началось также строительство частного жилого сектора. В 1949 году в центре посёлка был построен двухэтажный дом, первый этаж дома отдали под аптеку и книжный магазин.
Около посёлка построили Замчаловское карьероуправление (1954) и Комбинат нерудных ископаемых (1956). Застраивались улицы Мира, Юбилейная, Шахтёрская.
В 1954 году построено двухэтажное здание средней школы. Указом Президиума Верховного Совета РСФСР от 17 июля 1957 года посёлок шахты «Углерод» Зверевского района Каменской области отнесён к категории рабочих посёлков с присвоением ему наименования — рабочий посёлок У'глеродовский.
В 1963 году был построен клуб «Горняк». С сооружением Гундоровского водовода в посёлок провели воду. В 1964 году был построен Дома быта, в нём работали парикмахерская, ателье по пошиву одежды, мастерская по ремонту обуви и ремонту аппаратуры.
С открытием шахты «Северной» значительно увеличилась численность жителей посёлка: ехали люди по вербовке; по направлению ГПТУ и других учебных заведений. Поэтому продолжалось жилищное строительство. Появились новые улицы: Советская, Базарная, Московская.
После перестройки все предприятия села стали собственность акционерных обществ. В ходе реформы 90-х годов посёлок стал центром Углеродовского городского поселения. В настоящее время в посёлке работают 7 магазинов, хлебозавод, хоспис, парикмахерская, библиотека. АТС, ДК «Горняк» и др..

## Население
| 1959  | 1970  | 1979  | 1989  | 2002  | 2009  | 2010  | 2012  | 2013  |
| ----- | ----- | ----- | ----- | ----- | ----- | ----- | ----- | ----- |
| 5320  | ↘3505 | ↘3283 | ↘3128 | ↘2991 | ↘2762 | ↘2510 | ↘2448 | ↘2379 |
| 2014  | 2015  | 2016  | 2017  | 2018  | 2019  | 2020  | 2021  |       |
| ↘2346 | ↘2307 | ↘2285 | ↘2248 | ↘2189 | ↘2144 | ↗2179 | ↗2242 |       |

## Экономика
Добыча каменного угля, нерудные материалы (щебень).

## Достопримечательности
- Памятник шахтёрам-основателям посёлка Углеродовский. Памятник установлен на невысокой белой площадке и имеет вид огромного куста каменного угля, к которому прикреплён отбойный молоток.
- Памятник В. И. Ленину
- Памятник-обелиск погибшим за освобождение села воинам. Обелиск увенчал красной звездой. На обелиске закреплены три таблички с именами погибших воинов.
- Донские водопады.